# Toyota TS030 Hybrid
Toyota TS030 Hybrid är en sportvagnsprototyp, tillverkad av den japanska biltillverkaren Toyota mellan 2012 och 2013.

## Toyota TS030 Hybrid
Toyota TS030 Hybrid presenterades inför säsongen 2012 och markerar Toyota Racings återkomst till sportvagnsracingen. Bilen har en åttacylindrig bensinmotor kompletterat med ett hybridsystem för bromskraftåtervinning som tillför extra energi vid acceleration. Sedan Peugeot dragit sig ur FIA World Endurance Championship blir Toyota huvudkonkurrent till Audi om VM-titeln i stora LMP1-klassen. Bilen hade racingpremiär vid Spa 1000 km i maj 2012.

## Tekniska data
| Tekniska data               | Toyota TS030 Hybrid                                                   |
| --------------------------- | --------------------------------------------------------------------- |
| Motor:                      | 90° V8-motor                                                          |
| Cylindervolym:              | 3,4 l                                                                 |
| Max effekt:                 | 480 hk                                                                |
| Max vridmoment:             |                                                                       |
| Ventilstyrning:             | Dubbla överliggande kamaxlar per cylinderrad, 4 ventiler per cylinder |
| Hybridsystem:               | KERS bromskraftåtervinning                                            |
| Växellåda:                  | 6-växlad sekventiell                                                  |
| Hjulupphängning fram & bak: | Dubbla tvärlänkar, torsionsfjädring                                   |
| Bromsar:                    | Keramiska skivbromsar                                                 |
| Chassi & kaross:            | Kolfiber-monocoque med kompositkaross                                 |
| L x B x H:                  | 465 x 200 x 103 cm                                                    |
| Torrvikt:                   | 900 kg                                                                |

## Tävlingsresultat

### Sportvagns-VM 2012
Toyota tog sin första seger redan under säsongen 2012 vid São Paulo 6-timmars genom Alexander Wurz och Nicolas Lapierre. Teamet vann ytterligare två tävlingar i slutet av säsongen men förlorade konstruktörsmästerskapet till Audi.

### Sportvagns-VM 2013
Under säsongen 2013 lyckades stallets två bilar vinna varsin tävling, Fuji 6-timmars och Bahrain 6-timmars. Även detta år fick Toyota se sig slagna av Audi i konstruktörsmästerskapet.